# Verbe în limba spaniolă
Verbe sunt una dintre cele mai complexe domenii ale gramaticii limbii spaniole. Fiind limbă flexionară, spaniolă, astfel ca și alte limbi romanice, are o flexiune verbală foarte dezvoltată.
Sistemul verbal spaniol este împărțit în patru moduri: indicativ (indicativo), subjunctiv (subjuntivo), condițional (condicional) și imperativ (imperativo), patru timpuri simple: prezent (presente), trecut imperfect (préterito imperfecto), trecut perfect simplu (préterito perfecto simple), viitor simplu (futuro simple) și patru timpuri compuse, create cu ajutorul verbului auxiliar haber (a avea): trecut perfect compus (préterito perfecto compuesto), trecut mai mult ca perfect (préterito pluscuamperfecto), trecut anterior (préterito anterior) și viitor compus (futuro compuesto). Adițional, există construcții progresive compuse din verbul auxiliar estar (a sta), dar ele nu sunt considerate timpuri gramaticale.
Verbele spaniole au și patru forme nepersonale: infinitiv (infinitivo), gerunziu (gerundio), participiu trecut (participio préterito) și participiu prezent (participio presente). Cel din urma nu este considerat drept o formă conjugată, ci un adjectiv derivat din verbul propriu.
Numărul mare al verbelor de uz zilnic sunt neregulare. Restul aparține unei din trei paradigme ale conjugării regulare. Se poate recunoaște o paradigmă după desinența infinitivului: -ar (p. 1), -er (p. 2) sau -ir (p. 3). Verbele -ar sunt cele mai comune și cele mai regulare. În plus, verbele noi create din cuvinte împrumutate de obicei obțin desinența -ar. Afară de aceasta, există și subgrupuri ale verbelor semiregulare care schimbă vocală accentuată în unele forme, asemănător cu formele verbelor românești precum a putea, a purta etc.

## Verbe copulative
În general, verbele copulative sunt acelea care formează predicatul nominal împreună cu cealăltă parte de vorbire cu funcție a numelui predicativ. Spaniola are trei verbe principale, care funcționează astfel: ser, estar și haber în forma hay. Toate pot fi traduse în română ca a fi, chiar dacă există cuvinte cumnate: a sta pentru estar și a avea pentru haber. Ser este folosit pentru a exprima caracterul sau comportarea fundamentală, identitatea sau caracteristicile a ceva (având astfel doar parțiala semnificație de a fi). Estar exprimă starea în care se află ceva sau cineva (având atât semnificație de a sta, cât și parțial de a fi). Hay, folosit ca o formă nepersonală, înseamnă (aici/acolo/acum) este, (aici/acolo/acum) sunt.
Unele verbe necesită una dintre copuli, celelalte pot fi folosite cu ambele, schimbând pe urmă semnificația. Un exemplu poate să fie:
Es abierta.
Este deschisă — o persoană care face prietenie cu ușurintă — caracteristică
Está abierta.
Este deschistă — o poartă sau fereastră — stare
Câteva alte verbe de asemenea pot fi copulative. Acest grup include: quedar (a rămâne) și devenir (a deveni).

## Verbe auxiliare
În spaniolă verbele auxiliare servează pentru a exprima modalitate, aspect sau obligațiune. Se le folosește pentru a crea formele compuse ale altor verbe, diateză pasivă și circumlocuții verbale. Trei verbe copulative ale limbii spaniole: ser, estar și haber, sunt auxiliare.  De asemenea, seguir, llever, empezar, ir și acabar formează construcții specifice, permitându-se să fiu incluse într-o listă de mai jos.
- acabar — este utilizat împreună cu gerunziul pentru a forma o construcție semantică care înseamnă „a face ceva finalmente”
- empezar — este utilizat împreună cu gerunziul pentru a forma o construcție semantică care înseamnă „a începe să facă ceva”
- estar — este utilizat pentru a forma diateză pasivă neperfectivă și, împreună cu gerunziu, construcții pentru a exprima activității progresive sau de lungă durată.
- haber — este utilizat pentru a forma timpuri gramaticale compuse. În acest caz verbul se conjugă în mod obișnuit, iar forma hay rămâne nefolosită.
- ir — este utilizat pentru a forma viitor apropiat, la fel ca aller în franceză.
- llever - este utilizat împreună cu gerunziul pentru a forma o construcție semantică care înseamnă „a face ceva, ce a fost început recent”
- seguir — este utilizat împreună cu gerunziul pentru a forma o construcție semantică care înseamnă „a continua să facă ceva”
- ser — este utilizat pentru a forma diateză pasivă perfectivă.

## Conjugare
În tabele sunt prezentate doar formele simple. Timpuri compuse se crea folosind verbul auxiliar haber, conjugat mai jos, și participiul trecut.

### Paradigma I:-ar
Verbul folosit pentru a arăta modelul de conjugare: amar (← latină AMO, AMARE, AMAVI, AMATVS, română a iubi)
| Forme nefinite (nepersonale) | (masculin singular, feminin singular, masculin plural, feminin plural) | (masculin singular, feminin singular, masculin plural, feminin plural) | (masculin singular, feminin singular, masculin plural, feminin plural) | (masculin singular, feminin singular, masculin plural, feminin plural) | (masculin singular, feminin singular, masculin plural, feminin plural) | (masculin singular, feminin singular, masculin plural, feminin plural) |
| ---------------------------- | ---------------------------------------------------------------------- | ---------------------------------------------------------------------- | ---------------------------------------------------------------------- | ---------------------------------------------------------------------- | ---------------------------------------------------------------------- | ---------------------------------------------------------------------- |
| Infinitiv                    | amar                                                                   | amar                                                                   | amar                                                                   | amar                                                                   | amar                                                                   | amar                                                                   |
| Gerunziu                     | amando                                                                 | amando                                                                 | amando                                                                 | amando                                                                 | amando                                                                 | amando                                                                 |
| Participiu trecut            | amado (amado, amada, amados, amadas)                                   | amado (amado, amada, amados, amadas)                                   | amado (amado, amada, amados, amadas)                                   | amado (amado, amada, amados, amadas)                                   | amado (amado, amada, amados, amadas)                                   | amado (amado, amada, amados, amadas)                                   |
| Indicativ                    | yo                                                                     | tú / vos                                                               | él / Usted                                                             | nosotros                                                               | vosotros                                                               | ellos / Ustedes                                                        |
| Prezent                      | amo                                                                    | amas / amás                                                            | ama                                                                    | amamos                                                                 | amáis                                                                  | aman                                                                   |
| Imperfect                    | amaba                                                                  | amabas                                                                 | amaba                                                                  | amábamos                                                               | amabais                                                                | amaban                                                                 |
| Perfect simplu               | amé                                                                    | amaste                                                                 | amó                                                                    | amamos                                                                 | amasteis                                                               | amaron                                                                 |
| Viitor simplu                | amaré                                                                  | amarás                                                                 | amará                                                                  | amaremos                                                               | amaréis                                                                | amarán                                                                 |
| Condițional                  | yo                                                                     | tú / vos                                                               | él / Usted                                                             | nosotros                                                               | vosotros                                                               | ellos / Ustedes                                                        |
| Simplu                       | amaría                                                                 | amarías                                                                | amaría                                                                 | amaríamos                                                              | amaríais                                                               | amarían                                                                |
| Subjunctiv                   | yo                                                                     | tú / vos                                                               | él / Usted                                                             | nosotros                                                               | vosotros                                                               | ellos / Ustedes                                                        |
| Prezent                      | ame                                                                    | ames / amés                                                            | ame                                                                    | amemos                                                                 | améis                                                                  | amen                                                                   |
| Imperfect 1                  | amara                                                                  | amaras                                                                 | amara                                                                  | amáramos                                                               | amarais                                                                | amaran                                                                 |
| Imperfect 2                  | amase                                                                  | amases                                                                 | amase                                                                  | amásemos                                                               | amaseis                                                                | amasen                                                                 |
| Viitor simplu                | amare                                                                  | amares                                                                 | amare                                                                  | amáremos                                                               | amareis                                                                | amaren                                                                 |
| Imperativ                    |                                                                        | tú / vos                                                               | usted                                                                  | nosotros                                                               | vosotros                                                               | ustedes                                                                |
| afirmativ                    |                                                                        | ama / amá                                                              | ame                                                                    | amemos                                                                 | amad                                                                   | amen                                                                   |
| negativ                      |                                                                        | no ames / no amés                                                      | no ame                                                                 | no amemos                                                              | no améis                                                               | no amen                                                                |

### Paradigma II:-er
Verbul folosit pentru a arăta modelul de conjugare: temer (← latină TIMEO, TIMERE, TIMVI, TIMITVS, română a teme)
| Forme nefinite (nepersonale) | (masculin singular, feminin singular, masculin plural, feminin plural) | (masculin singular, feminin singular, masculin plural, feminin plural) | (masculin singular, feminin singular, masculin plural, feminin plural) | (masculin singular, feminin singular, masculin plural, feminin plural) | (masculin singular, feminin singular, masculin plural, feminin plural) | (masculin singular, feminin singular, masculin plural, feminin plural) |
| ---------------------------- | ---------------------------------------------------------------------- | ---------------------------------------------------------------------- | ---------------------------------------------------------------------- | ---------------------------------------------------------------------- | ---------------------------------------------------------------------- | ---------------------------------------------------------------------- |
| Infinitiv                    | temer                                                                  | temer                                                                  | temer                                                                  | temer                                                                  | temer                                                                  | temer                                                                  |
| Gerunziu                     | temiendo                                                               | temiendo                                                               | temiendo                                                               | temiendo                                                               | temiendo                                                               | temiendo                                                               |
| Participiu trecut            | temido (temido, temida, temidos, temidas)                              | temido (temido, temida, temidos, temidas)                              | temido (temido, temida, temidos, temidas)                              | temido (temido, temida, temidos, temidas)                              | temido (temido, temida, temidos, temidas)                              | temido (temido, temida, temidos, temidas)                              |
| Indicativ                    | yo                                                                     | tú / vos                                                               | él / Usted                                                             | nosotros                                                               | vosotros                                                               | ellos / Ustedes                                                        |
| Prezent                      | temo                                                                   | temes / temés                                                          | teme                                                                   | tememos                                                                | teméis                                                                 | temen                                                                  |
| Imperfect                    | temía                                                                  | temías                                                                 | temía                                                                  | temíamos                                                               | temíais                                                                | temían                                                                 |
| Perfect simplu               | temí                                                                   | temiste                                                                | temió                                                                  | temimos                                                                | temisteis                                                              | temieron                                                               |
| Viitor simplu                | temeré                                                                 | temerás                                                                | temerá                                                                 | temeremos                                                              | temeréis                                                               | temerán                                                                |
| Condițional                  | yo                                                                     | tú / vos                                                               | él / Usted                                                             | nosotros                                                               | vosotros                                                               | ellos / Ustedes                                                        |
| Simplu                       | temería                                                                | temerías                                                               | temería                                                                | temeríamos                                                             | temeríais                                                              | temerían                                                               |
| Subjunctiv                   | yo                                                                     | tú / vos                                                               | él / Usted                                                             | nosotros                                                               | vosotros                                                               | ellos / Ustedes                                                        |
| Prezent                      | tema                                                                   | temas / temás                                                          | tema                                                                   | temamos                                                                | temáis / teman                                                         | teman                                                                  |
| Imperfect 1                  | temiera                                                                | temieras                                                               | temiera                                                                | temiéramos                                                             | temierais                                                              | temieran                                                               |
| Imperfect 2                  | temiese                                                                | temieses                                                               | temiese                                                                | temiésemos                                                             | temieseis                                                              | temiesen                                                               |
| Viitor simplu                | temiere                                                                | temieres                                                               | temiere                                                                | temiéremos                                                             | temiereis                                                              | temieren                                                               |
| Imperativ                    |                                                                        | tú / vos                                                               | usted                                                                  | nosotros                                                               | vosotros                                                               | ustedes                                                                |
| afirmativ                    |                                                                        | teme / temé                                                            | tema                                                                   | temamos                                                                | temed                                                                  | teman                                                                  |
| negativ                      |                                                                        | no temas / no temás                                                    | no tema                                                                | no temamos                                                             | no temáis                                                              | no teman                                                               |

### Paradigma III:-ir
Verbul folosit pentru a arăta modelul de conjugare: partir (← latină PARTIO, PARTIRE, PARTIVI, PARTITVS, română a împărți, a despărți, a pleca)
| Forme nefinite (nepersonale) | (masculin singular, feminin singular, masculin plural, feminin plural) | (masculin singular, feminin singular, masculin plural, feminin plural) | (masculin singular, feminin singular, masculin plural, feminin plural) | (masculin singular, feminin singular, masculin plural, feminin plural) | (masculin singular, feminin singular, masculin plural, feminin plural) | (masculin singular, feminin singular, masculin plural, feminin plural) |
| ---------------------------- | ---------------------------------------------------------------------- | ---------------------------------------------------------------------- | ---------------------------------------------------------------------- | ---------------------------------------------------------------------- | ---------------------------------------------------------------------- | ---------------------------------------------------------------------- |
| Infinitiv                    | partir                                                                 | partir                                                                 | partir                                                                 | partir                                                                 | partir                                                                 | partir                                                                 |
| Gerunziu                     | partiendo                                                              | partiendo                                                              | partiendo                                                              | partiendo                                                              | partiendo                                                              | partiendo                                                              |
| Participiu trecut            | partido (partido, partida, partidos, partidas)                         | partido (partido, partida, partidos, partidas)                         | partido (partido, partida, partidos, partidas)                         | partido (partido, partida, partidos, partidas)                         | partido (partido, partida, partidos, partidas)                         | partido (partido, partida, partidos, partidas)                         |
| Indicativ                    | yo                                                                     | tú / vos                                                               | él / Usted                                                             | nosotros                                                               | vosotros                                                               | ellos / Ustedes                                                        |
| Prezent                      | parto                                                                  | partes / partís                                                        | parte                                                                  | partimos                                                               | partís                                                                 | parten                                                                 |
| Imperfect                    | partía                                                                 | partías                                                                | partía                                                                 | partíamos                                                              | partíais                                                               | partían                                                                |
| Perfect simplu               | partí                                                                  | partiste                                                               | partió                                                                 | partimos                                                               | partisteis                                                             | partieron                                                              |
| Viitor simplu                | partiré                                                                | partirás                                                               | partirá                                                                | partiremos                                                             | partiréis                                                              | partirán                                                               |
| Condițional                  | yo                                                                     | tú / vos                                                               | él / Usted                                                             | nosotros                                                               | vosotros                                                               | ellos / Ustedes                                                        |
| Simplu                       | partiría                                                               | partirías                                                              | partiría                                                               | partiríamos                                                            | partiríais                                                             | partirían                                                              |
| Subjunctiv                   | yo                                                                     | tú / vos                                                               | él / Usted                                                             | nosotros                                                               | vosotros                                                               | ellos / Ustedes                                                        |
| Prezent                      | parta                                                                  | partas / partás                                                        | parta                                                                  | partamos                                                               | partáis                                                                | partan                                                                 |
| Imperfect 1                  | partiera                                                               | partieras                                                              | partiera                                                               | partiéramos                                                            | partierais                                                             | partieran                                                              |
| Imperfect 2                  | partiese                                                               | partieses                                                              | partiese                                                               | partiésemos                                                            | partieseis                                                             | partiesen                                                              |
| Viitor simplu                | partiere                                                               | partieres                                                              | partiere                                                               | partiéremos                                                            | partiereis                                                             | partieren                                                              |
| Imperativ                    |                                                                        | tú / vos                                                               | usted                                                                  | nosotros                                                               | vosotros                                                               | ustedes                                                                |
| afirmativ                    |                                                                        | parte / partí                                                          | parta                                                                  | partamos                                                               | partid                                                                 | partan                                                                 |
| negativ                      |                                                                        | no partas / no partás                                                  | no parta                                                               | no partamos                                                            | no partáis                                                             | no partan                                                              |

### Paradigma pentruser
Verbul ser este derivat de la latină: SVM, ESSE, FVI, FVTVRVS, dar câteva forme vin de la SEDEO, SEDERE, SEDI, SESSVS. Diferența între ser și a fi este explicată mai sus.
| Forme nefinite (nepersonale) |        |                   |            |           |          |                 |
| ---------------------------- | ------ | ----------------- | ---------- | --------- | -------- | --------------- |
| Infinitiv                    | ser    | ser               | ser        | ser       | ser      | ser             |
| Gerunziu                     | siendo | siendo            | siendo     | siendo    | siendo   | siendo          |
| Participiu trecut            | sido   | sido              | sido       | sido      | sido     | sido            |
| Indicativ                    | yo     | tú / vos          | él / Usted | nosotros  | vosotros | ellos / Ustedes |
| Prezent                      | soy    | eres / sos        | es         | somos     | sois     | son             |
| Imperfect                    | era    | eras              | era        | éramos    | erais    | eran            |
| Perfect simplu               | fui    | fuiste            | fue        | fuimos    | fuisteis | fueron          |
| Viitor simplu                | seré   | serás             | será       | seremos   | seréis   | serán           |
| Condițional                  | yo     | tú / vos          | él / Usted | nosotros  | vosotros | ellos / Ustedes |
| Simplu                       | sería  | serías            | sería      | seríamos  | seríais  | serían          |
| Subjunctiv                   | yo     | tú / vos          | él / Usted | nosotros  | vosotros | ellos / Ustedes |
| Prezent                      | sea    | seas / seás       | sea        | seamos    | seáis    | sean            |
| Imperfect 1                  | fuera  | fueras            | fuera      | fuéramos  | fuerais  | fueran          |
| Imperfect 2                  | fuese  | fueses            | fuese      | fuésemos  | fueseis  | fuesen          |
| Viitor simplu                | fuere  | fueres            | fuere      | fuéremos  | fuereis  | fueren          |
| Imperativ                    |        | tú / vos          | usted      | nosotros  | vosotros | ustedes         |
| afirmativ                    |        | sé                | sea        | seamos    | sed      | sean            |
| negativ                      |        | no seas / no seás | no sea     | no seamos | no seáis | no sean         |

### Paradigma pentruestar
Verbul estar este derivat de la latină STO, STARE, STETI, STATVS. Diferența între estar și a sta este explicată mai sus.
| Forme nefinite (nepersonale) |           |            |                 |                       |                  |                   |
| ---------------------------- | --------- | ---------- | --------------- | --------------------- | ---------------- | ----------------- |
| Infinitiv                    | estar     | estar      | estar           | estar                 | estar            | estar             |
| Gerunziu                     | estando   | estando    | estando         | estando               | estando          | estando           |
| Participiu trecut            | estado    | estado     | estado          | estado                | estado           | estado            |
| Indicativ                    | yo        | tú / vos   | él / Usted      | nosotros              | vosotros         | ellos / Ustedes   |
| Prezent                      | estoy     | estás      | está            | estamos               | estáis           | están             |
| Imperfect                    | estaba    | estabas    | estaba          | estábamos             | estabais         | estaban           |
| Perfect simplu               | estuve    | estuviste  | estuvo          | estuvimos             | estuvisteis      | estuvieron        |
| Viitor simplu                | estaré    | estarás    | estará          | estaremos             | estaréis         | estarán           |
| Condițional                  | yo        | tú / vos   | él / Usted      | nosotros              | vosotros         | ellos / Ustedes   |
| Simplu                       | estaría   | estarías   | estaría         | estaríamos            | estaríais        | estarían          |
| Subjunctiv                   | yo        | tú / vos   | él / Usted      | nosotros              | vosotros         | ellos / Ustedes   |
| Prezent                      | esté      | estés      | esté            | estemos               | estéis           | estén             |
| Imperfect 1                  | estuviera | estuvieras | estuviera       | estuviéramos          | estuvierais      | estuvieran        |
| Imperfect 2                  | estuviese | estuvieses | estuviese       | estuviésemos          | estuvieseis      | estuviesen        |
| Viitor simplu                | estuviere | estuvieres | estuviere       | estuviéremos          | estuviereis      | estuvieren        |
| Imperativ                    |           | tú / vos   | usted           | nosotros              | vosotros         | ustedes           |
| afirmativ                    |           | estate     | esté sau estese | estemos sau estemonos | estad sau estaos | estén sau estense |
| negativ                      |           | no estés   | no esté         | no estemos            | no estéis        | no estén          |

### Paradigma pentruhaber
Verbul haber este derivat de la latină HABEO, HABERE, HABVI, HABITVS, dar stând izolat nu mai poartă alta semnificație decât cea auxiliară. În forma hay înseamnă este, astfel ca construcții il y a în franceză sau hi ha în catalană. Un echivalent al verbului român a avea în alte situații este tener.
| Forme nefinite (nepersonale) | (masculin singular, feminin singular, masculin plural, feminin plural) | (masculin singular, feminin singular, masculin plural, feminin plural) | (masculin singular, feminin singular, masculin plural, feminin plural) | (masculin singular, feminin singular, masculin plural, feminin plural) | (masculin singular, feminin singular, masculin plural, feminin plural) | (masculin singular, feminin singular, masculin plural, feminin plural) |
| ---------------------------- | ---------------------------------------------------------------------- | ---------------------------------------------------------------------- | ---------------------------------------------------------------------- | ---------------------------------------------------------------------- | ---------------------------------------------------------------------- | ---------------------------------------------------------------------- |
| Infinitiv                    | haber                                                                  | haber                                                                  | haber                                                                  | haber                                                                  | haber                                                                  | haber                                                                  |
| Gerunziu                     | habiendo                                                               | habiendo                                                               | habiendo                                                               | habiendo                                                               | habiendo                                                               | habiendo                                                               |
| Participiu trecut            | habido (habido, habida, habidos, habidas)                              | habido (habido, habida, habidos, habidas)                              | habido (habido, habida, habidos, habidas)                              | habido (habido, habida, habidos, habidas)                              | habido (habido, habida, habidos, habidas)                              | habido (habido, habida, habidos, habidas)                              |
| Indicativ                    | yo                                                                     | tú / vos                                                               | él / Usted                                                             | nosotros                                                               | vosotros                                                               | ellos / Ustedes                                                        |
| Prezent                      | he                                                                     | has                                                                    | ha / hay                                                               | h(ab)emos                                                              | habéis                                                                 | han                                                                    |
| Imperfect                    | había                                                                  | habías                                                                 | había                                                                  | habíamos                                                               | habíais                                                                | habían                                                                 |
| Perfect simplu               | hube                                                                   | hubiste                                                                | hubo                                                                   | hubimos                                                                | hubisteis                                                              | hubieron                                                               |
| Viitor simplu                | habré                                                                  | habrás                                                                 | habrá                                                                  | habremos                                                               | habréis                                                                | habrán                                                                 |
| Condițional                  | yo                                                                     | tú / vos                                                               | él / Usted                                                             | nosotros                                                               | vosotros                                                               | ellos / Ustedes                                                        |
| Simplu                       | habría                                                                 | habrías                                                                | habría                                                                 | habríamos                                                              | habríais                                                               | habrían                                                                |
| Subjunctiv                   | yo                                                                     | tú / vos                                                               | él / Usted                                                             | nosotros                                                               | vosotros                                                               | ellos / Ustedes                                                        |
| Prezent                      | haya                                                                   | hayas                                                                  | haya                                                                   | hayamos                                                                | hayáis                                                                 | hayan                                                                  |
| Imperfect 1                  | hubiera                                                                | hubieras                                                               | hubiera                                                                | hubiéramos                                                             | hubierais                                                              | hubieran                                                               |
| Imperfect 2                  | hubiese                                                                | hubieses                                                               | hubiese                                                                | hubiésemos                                                             | hubieseis                                                              | hubiesen                                                               |
| Viitor simplu                | hubiere                                                                | hubieres                                                               | hubiere                                                                | hubiéremos                                                             | hubiereis                                                              | hubieren                                                               |
| Imperative                   |                                                                        | tú / vos                                                               | usted                                                                  | nosotros                                                               | vosotros                                                               | ustedes                                                                |
| affirmative                  |                                                                        | he                                                                     | haya                                                                   | hayamos                                                                | habed                                                                  | hayan                                                                  |
| negative                     |                                                                        | no hayas                                                               | no haya                                                                | no hayamos                                                             | no hayáis                                                              | no hayan                                                               |